# Lobularia canariensis subsp. rosula-venti
Lobularia canariensis subsp. rosula-venti é uma subespécie de planta com flor pertencente à família Brassicaceae. 
A autoridade científica da subespécie é (Svent.) L.Borgen, tendo sido publicada em Opera Botanica 91: 80. 1987.

## Portugal
Trata-se de uma subespécie presente no território português, nomeadamente no Arquipélago da Madeira.
Em termos de naturalidade é endémica da região atrás referida.

## Protecção
Não se encontra protegida por legislação portuguesa ou da Comunidade Europeia.